# Smilodontini
Los esmilodontinos (Smilodontini) son una tribu extinta de mamíferos carnívoros de la subfamilia Machairodontinae que habitaron en Suramérica, Norteamérica, Europa, Asia y África viviendo desde el Mioceno hasta finales del Pleistoceno desde hace 10.3 millones de años hasta 11.000 años.
Como sugiere el nombre, el conocido género Smilodon es parte de este grupo, pero también había otros géneros en Smilodontini. Esta tribu inició con el género Paramachairodus y se extinguió con el final de las eras glaciales hace 10.000 años con Smilodon. Las especies de este grupo son conocidas como felinos de dientes dagas, lo que significa que tenían estrechos colmillos superiores muy alargados y cuerpos robustos y musculosos, contrastando con la otra tribu de dientes de sable, Machairodontini.